# (8024) 1991 FN
(8024) 1991 FN là một tiểu hành tinh nằm ở rìa trong của vành đai chính. Nó được phát hiện bởi Eleanor F. Helin ở Đài thiên văn Palomar ở Quận San Diego, California, ngày 17 tháng 3 năm 1991.